# Pedro Angulo
Pour les articles homonymes, voir Pedro Angulo (Dominicain) et Angulo.
Pedro Angulo Arana (né le 5 février 1960) est un avocat et homme d'État péruvien qui est le président du Conseil des ministres du Pérou entre le 10 et le 21 décembre 2022.

## Biographie
Pedro Angulo Arana a obtenu son baccalauréat en sciences de la communication de l'université nationale Federico Villarreal (en), puis a obtenu une maîtrise et un doctorat en droit de l'université nationale de San Marcos.
Il a été candidat du parti de centre-droit Contigo à l'élection présidentielle de 2021.
Le 10 décembre 2022, la présidente Dina Boluarte décide de nommer Pedro Angulo. Au sein du gouvernement, huit femmes sont nommées, c'est plus que dans l'ensemble des cinq gouvernements de Pedro Castillo, et les ministres appartiennent ou ont appartenu à un parti politique, mais qui n'ont aucune représentation parlementaire. Le cabinet est donc un gouvernement technique.

## Controverses judiciaires
Peu après sa nomination comme président du Conseil des ministres, des journalistes d’investigation révèlent que Pedro Angulo fait l'objet de treize enquêtes judiciaires et de plusieurs plaintes pour agression sexuelle.
Une enquête préliminaire est ouverte en janvier 2023 par le parquet contre plusieurs membres et anciens membres du gouvernement, dont Pedro Angulo, pour leur responsabilité dans la répression sanglante du mouvement de protestation de 2022-2023, qui fit des dizaines de morts et plus d'un millier de blessés.